# Hậu truyện
Hậu truyện (còn gọi là phần sau, tiếng Anh: sequel) là một câu chuyện, tài liệu hay các tác phẩm văn học, phim ảnh, nhạc kịch, hay trò chơi có cốt truyện tiếp tục hoặc mở rộng từ cốt truyện của một tác phẩm trước đó. Trong trường hợp thông thường của một tác phẩm truyện kể hư cấu, hậu truyện miêu tả các diễn biến tiếp theo trong cùng không gian tưởng tượng với tác phẩm trước đó, thường được sắp xếp theo trình tự thời gian: các sự việc xảy ra trong hậu truyện nối tiếp các sự việc xảy ra trong tác phẩm ban đầu.
Trong phần lớn các trường hợp, hậu truyện nối tiếp các yếu tố của câu chuyện gốc, thường có nhân vật và bối cảnh giống nhau. Hậu truyện có thể tạo thành một series phim, trong đó các yếu tố chính trên xuất hiện trong nhiều cốt truyện và không gian khác nhau. Mặc dù sự khác biệt giữa việc "có nhiều hơn một hậu truyện" và "một series" không có quy định cụ thể nào, nhưng rõ ràng một số thương hiệu truyền thông sẽ luôn có đủ số hậu truyện để tạo nên một series, dù cho việc này có được lên kế hoạch từ đầu hay không.
Những hậu truyện thường thu hút các nhà văn/biên kịch và các nhà xuất bản/phát hành bởi nếu quay về với một cốt truyện vốn đã phổ biến sẽ ít mạo hiểm hơn là phát triển các nhân vật và bối cảnh hoàn toàn mới chưa được thử nghiệm ngoài công chúng. Khán giả đôi khi cũng háo hức khi có nhiều câu chuyện hơn nữa kể về các nhân vật hoặc bối cảnh đã phổ biến, khiến việc sản xuất các hậu truyện trở nên hấp dẫn về mặt tài chính hơn.
Trong điện ảnh, các hậu truyện rất phổ biến. Có nhiều cách đặt tên cho các hậu truyện. Đôi khi, chúng có những tên gọi khác hẳn nhau và không liên quan, như The Jewel of the Nile, hậu truyện của phim Romancing the Stone hoặc có thêm một chữ cái ở cuối tên phim mới, như Aliens, hậu truyện của Alien. Phổ biến hơn cả là những con số ở cuối tên phim mới, như Toy Story 2 và Toy Story 3, hai hậu truyện của phim Toy Story (Câu chuyện đồ chơi), hoặc có thêm một từ nữa ở cuối tên phim mới (ví dụ, The Dark Knight Rises, phần sau của The Dark Knight). Cũng có thể có một sự thay đổi nhỏ trong tên hậu truyện so với bộ phim ban đầu (như Men of Boys Town, phần sau của phim Boys Town hoặc có thêm một tựa đề phụ nhỏ nữa, (Home Alone 2: Lost in New York, phần sau của phim Hơme Alone). Vào những năm 1930, nhiều hậu truyện của các vở nhạc kịch cho thêm năm vào tên gọi (như Gold Diggers of 1933), theo phong cách kịch thời sự như Ziegfeld Follies. Đôi khi các hậu truyện được phát hành dưới các tên gọi khác nhau ở những quốc gia khác nhau, do sự công nhận thương hiệu ở những quốc gia đó có khác biệt. Một ví dụ là phim Mad Max 2: The Road Warrior (được biết đến với tên gọi "Mad Max 2" ở Australia, và với tên "The Road Warrior" ở một vài nơi khác); ngoài ra còn có Live Free or Die Hard (được gọi là "Die Hard 4.0" ở một số khu vực).
Cách tiếp cận phổ biến nhất là để cho các sự việc trong tác phẩm sau nối tiếp ngay sau các sự việc xảy ra ở cuối tác phẩm trước; thường có hai cách: hoặc là bám sát ngay mạch truyện trước để kể, hoặc là tạo ra một mâu thuẫn mới để hướng các sự việc sang một cốt truyện thứ hai. Hậu truyện của hậu truyện thứ nhất có thể được gọi là lần sáng tạo thứ ba (tiếng Anh: third installment) hoặc threequel hoặc hậu truyện thứ hai.

## Liên quan

### Tiền truyện
"Tiền truyện" kể về các sự việc xảy ra trước các sự kiện trong tác phẩm ban đầu (tiếng Anh: prequel) Cách làm này có thể giải quyết được một số vấn đề với cốt truyện sau do phải chịu tác động từ những hậu quả từ cốt truyện trước (như cái chết của một nhân vật quan trọng). Tuy nhiên, đây cũng là một thử thách khi người viết phải tìm cách duy trì được sự hấp dẫn và tính lôi cuốn của mạch truyện khi đoạn kết của câu chuyện đã được biết trước rồi (qua tác phẩm gốc ban đầu), do đó các tác phẩm này thường chú trọng đến sự liên hệ giữa các nhân vật hoặc cho thấy các nhân vật và tình huống của tác phẩm gốc đã phát triển như thế nào. Một số ví dụ về các prequel bao gồm Butch and Sundance: The Early Days, được công nhận là một trong những prequel phim đầu tiên, và bộ ba prequel phim Chiến tranh giữa các vì sao. 

### Liên trung truyện
Trong trường hợp đã có hai hoặc nhiều hơn hai tác phẩm hoàn chỉnh được phát hành, một Liên trung truyện (tiếng Anh: Interquel) sẽ kể về các sự kiện diễn ra trong khoảng thời gian nằm ở giữa hai tác phẩm này, bắc cầu nối hai cốt truyện đó với nhau. Chẳng hạn, có hai cuốn tiểu thuyết đã xuất bản lần lượt kể về số phận của một công ty vào năm 2001 và 2010, thì trung truyện của hai cuốn tiểu thuyết này sẽ kể về số phận của công ty trên trong khoảng thời gian từ 2002-2009. Do đó, nó sẽ là hậu truyện của tác phẩm này, đồng thời là tiền truyện của tác phẩm kia. Ví dụ, trò chơi điện tử Kingdom Hearts 358/2 Days được phát hành sau Kingdom Hearts và Kingdom Hearts II, nhưng lấy bối cảnh trong khoảng thời gian giữa hai trò chơi này. Các liên trung truyện thường là tác phẩm phụ trợ dưới một hình thức xuất bản/truyền thông khác (so với hai tác phẩm ban đầu), hơn là những tác phẩm trong một series phổ biến. Ví dụ, tiểu thuyết The Godfather Returns lấy bối cảnh trong khoảng thời gian giữa hai phim The Godfather và The Godfather Part II.

### Hậu trung truyện
Một Hậu trung truyện (tiếng Anh: Midquel) là một dạng hậu truyện, lấy bối cảnh ở một khoảng thời gian còn trống nằm trong một tác phẩm hoàn chỉnh trước đó. Ví dụ, cuốn sách thuộc tập Biên niên sử Narnia, The Horse and His Boy lấy bối cảnh trong khi những đứa trẻ nhà Pevensie đang tại vị, và những sự kiện trong cuốn sách này xảy ra trước sự việc kết thúc của cuốn The Lion, the Witch and the Wardrobe. Một ví dụ khác là phim Bambi II, bắt đầu ở thời điểm mẹ nai con qua đời trong phim Bambi nhưng diễn ra trước những cảnh sau đó của Bambi khi nó đã trở thành người lớn. Trong phim Người đẹp và quái thú, có một phân cảnh ở giữa phim tái hiện cảnh Belle và Quái thú trong những ngày đông tháng giá. Phần tiếp giữa Người đẹp và quái thú: Giáng sinh kỳ diệu lấy bối cảnh ở ngay chính mùa đông này, tức là nằm ở giữa dòng thời gian của bộ phim ban đầu.

### Tác phẩm song song
Trong một tác phẩm song song (tiếng Anh: Parallel), giống như tiền truyện, tác giả không chỉ tập trung vào kết quả mà còn vào các nhân vật và những chi tiết chưa được hé lộ trước đây. Ví dụ, Ender's Shadow kể lại các tình tiết giống trong cuốn tiểu thuyết trước đó Ender's Game từ điểm nhìn của một nhân vật phụ trong truyện gốc.
Trong một Vũ trụ điện ảnh như Vũ trụ điện ảnh Marvel, các loạt tác phẩm về mỗi nhân vật cũng có thể coi là tác phẩm song song (parallel) của nhau. Ví dụ, loạt tác phẩm bộ ba (trilogy) về Iron Man hay Captain America, Thor,... sẽ là parallel của nhau, xảy ra song song trong cùng một thế giới.

### Tác phẩm tiếp nối tinh thần
Tác phẩm tiếp nối tinh thần (tiếng Anh: Spiritual successor) là một loại hình tác phẩm sáng tạo, về mặt chức năng, nó giống với một tác phẩm đã ra mắt trước đó, nhưng lại không được chính thức gọi là hậu truyện.

### Tác phẩm đồng hành
Tác phẩm đồng hành (tiếng Anh: Companion piece) là một loại hình tác phẩm sáng tạo có liên quan và bổ sung cho một tác phẩm khác. Mặc dù một tác phẩm đồng hành không nhất thiết phải lấy bối cảnh trong cùng một "không gian" như người tiền nhiệm của mình, nó phải theo sát những chủ đề và ý tưởng nhất định đã được đề ra ở tác phẩm gốc. Tác giả của các tác phẩm đồng hành cũng phải "có chủ ý" đặt tác phẩm này bên cạnh hoặc trong cùng một ngữ cảnh với tác phẩm trước đó. Các ví dụ của thể loại này là Letters from Iwo Jima, tác phẩm đồng hành của Clint Eastwood với bộ phim trước đó của ông Flags of Our Fathers.

### Tác phẩm tái khởi động
Về mặt chuyên môn, một tác phẩm tái khởi động (tiếng Anh: Reboot) không phải là hậu truyện. Nó có nghĩa rằng tính liên tục của một thương hiệu được khởi động lại từ đầu, và/hoặc các thành phần trong đó có thể được thay đổi đáng kể nhằm thích ứng với sự liên tục của series đó. Các ví dụ của thể loại này bao gồm Batman series phim so với Batman Begins, bộ phim The Amazing Spider-Man thuộc series phim Người Nhện, series phim Star Trek so với Star Trek (2009), Star Trek Into Darkness (2013) và The Pink Panther (2006)  và The Pink Panther 2 (2009). Trong truyền hình, series truyền hình năm 2004 Battlestar Galactica được gọi là một "sự tái tưởng tượng" so với series gốc năm 1978.